# Савельева, Ксения Владимировна
Ксе́ния Владими́ровна Саве́льева (урождённая Радченко, также носила фамилию Самсонова; родилась 18 мая 1985 года в Гусиноозёрске) — российская волейболистка, мастер спорта России.

## Биография и карьера
Спортивную карьеру начинала в СДЮСШОР «Уралочка» в Екатеринбурге. Выступала за волейбольные клубы «Уралочка-НТМК» (Екатеринбург) и «Динамо» (Московская область). В 2002-2003 годах член молодежной сборной России по классическому волейболу. Трехкратная чемпионка России в составе ВК «Уралочка-НТМК», лучший игрок-2012 Свердловской области по классическому волейболу в составе команды «AVS-УрГАХа». Неоднократная победительница чемпионатов Екатеринбурга и Свердловской области и других турниров по пляжному волейболу, серебряный призер этапа региональной серии чемпионата России по пляжному волейболу.
Окончила Академию труда и социальных отношений в Екатеринбурге по специальности «Финансы и кредит». Работала в министерстве общего и профессионального образования Свердловской области и Счетной палате Свердловской области.
Имеет двух дочерей. С 30 ноября 2017 года замужем за бизнесменом и депутатом Законодательного собрания Свердловской области Валерием Савельевым.

## Достижения
«Уралочка»-НТМК (Свердловская область)
- Чемпионка России: 2003/2004.